# تپه مرادآباد فین ۳
تپه مراد آباد فین ۳ مربوط به دوران‌های تاریخی پس از اسلام است و در شهرستان الیگودرز، روستای برناآباد واقع شده و این اثر در تاریخ ۵ آذر ۱۳۸۰ با شمارهٔ ثبت ۴۳۶۴ به‌عنوان یکی از آثار ملی ایران به ثبت رسیده است.